# Кошкин, Лев Николаевич
Лев Никола́евич Ко́шкин (1912—1992) — советский учёный в области автоматизации, основоположник комплексной автоматизации производства на базе роторных и роторно-конвейерных линий, специалист в области механизации сельского хозяйства, изобретатель. Почётный генеральный директор МНТК «Ротор». Академик АН СССР (1984), академик ВАСХНИЛ (1975). Герой Социалистического Труда (1982). Лауреат Ленинской (1962), Сталинской (1943) и Государственной премии СССР. Заслуженный изобретатель СССР (1983). Член ВКП(б) с 1941 года.

## Биография
Лев Николаевич Кошкин родился 12 (25) октября 1912 года в Вязьме (ныне Смоленская область). По окончании МВТУ имени Н. Э. Баумана в 1937 году направлен на Ульяновский машиностроительный завод (УМЗ). С 1937 года инженер-конструктор, начальник КБ, с 1940 года — главный конструктор завода. Проведённые Л. Н. Кошкиным работы послужили основанием для создания в 1944 году ЦКБ-3 (АО «КБАЛ» имени Л. Н. Кошкина) — главной конструкторско-технологической организации-разработчика отечественного роторного оборудования для производства патронов стрелкового оружия и назначения его начальником и главным конструктором ЦКБ имени Л. Н. Кошкина.
С 1986 года Л. Н. Кошкин назначен на должность генерального директора МНТК «Ротор», сохраняя должность начальника предприятия и главного конструктора КБАЛ. С 1989 года Л. Н. Кошкин Почётный Генеральный директор КБАЛ.
В 1954 году защищает кандидатскую, в 1963 году — докторскую диссертацию. С 1964 года — профессор, с 1977 года — академик ВАСХНИЛ, с 1984 года — академик АН СССР, затем РАН.
Лев Николаевич соавтор свыше 300 научных трудов по теории автоматических поточных линий роторного и роторно-конвейерного типа, а также изобретений.
Умер 8 апреля 1992 года.
Похоронен в Климовске Подольского района Московской области.
Младший брат Юрия Николаевича Кошкина

## Память
- Имя Льва Николаевича Кошкина носит Конструкторское бюро автоматических линий (АО «КБАЛ им. Л. Н. Кошкина») в Климовске. На предприятии учреждена «Медаль имени Конструктора Л. Н. Кошкина».
- Режиссёр А. Сидельников (автор сценария А. Мясников) снял прижизненный документальный фильм о человеке-конструкторе, академике и гениальном изобретателе Льве Николаевиче Кошкине: «Монолог о сущности машин» (Киностудия Леннаучфильм,1986 г.).
- На родине Л. Н. Кошкина в г. Вязьма Смоленской области на здании средней школы № 2, в которой он учился, в его честь установлена мемориальная доска с барельефом.

## Награды и премии
- Герой Социалистического Труда (1982)
- Сталинская премия второй степени (1943) — за первые образцы роторных автоматов для производства патронов, передана Л. Н. Кошкиным в Фонд обороны на приобретение именного танка[1]
- Ленинская премия (1962)
- Государственная премия СССР (1980)
- премия имени С. И. Мосина
- два ордена Ленина (1971, 1982)
- два ордена Трудового Красного Знамени (1942, 1966)
- орден Красной Звезды (1945)
- медаль ВДНХ
- Золотая медаль имени В. Г. Шухова (№ 1)
- заслуженный деятель науки и техники РСФСР (1962)
- заслуженный изобретатель СССР[2](1983)